# تقی برومند
'محمدتقی  خان برومند از سیاستمداران ایرانی بود، که در دوره‌های شانزدهم  بعنوان نماینده اصفهان در مجلس شورای ملی حضور داشت.